# Lijst van bruggen over de Waal
Hieronder een overzicht van alle bruggen over de Waal, Boven-Merwede en Beneden-Merwede (cursief:voormalig):

## Lijst
De nummers in de lijst corresponderen met de locatie op de bovenstaande kaart.
| Nr.: | Rkm:  | Naam:                      | Soort:                     | Traject:                                              | Afbeelding: |
| ---- | ----- | -------------------------- | -------------------------- | ----------------------------------------------------- | ----------- |
| 15   | 883,5 | Waalbrug                   | verkeersbrug (boogbrug)    | Nijmegen - Arnhem                                     |             |
| 14   | 884,5 | Snelbinder                 | fietsbrug (boogbrug)       | Nijmegen - Lent                                       |             |
| 14   | 884,5 | Spoorbrug Nijmegen         | spoorbrug (boogbrug)       | Arnhem - Nijmegen (Spoorlijn Arnhem - Nijmegen)       |             |
| 14   | 885,9 | De Oversteek               | verkeersbrug (boogbrug)    | Nijmegen - Lent (De Oversteek)                        |             |
| 13   | 893,8 | Tacitusbrug                | verkeersbrug (tuibrug)     | Eindhoven - Emmeloord                                 |             |
| 12   | 910,8 | Prins Willem-Alexanderbrug | verkeersbrug (tuibrug)     | Echteld - Beneden-Leeuwen (Prins Willem-Alexanderweg) |             |
| 11   | 933,5 | Dr. W. Hupkesbrug          | spoorbrug (vakwerkbrug)    | 's-Hertogenbosch - Utrecht (Staatslijn H)             |             |
| 11   | 933,5 | Bommelse Brug              | verkeersbrug (vakwerkbrug) | Gesloopt in 2007                                      |             |
| 11   | 933,5 | Martinus Nijhoffbrug       | verkeersbrug (tuibrug)     | Amsterdam - Maastricht                                |             |
| 10   | 956,9 | Boven-Merwedebrug          | verkeersbrug (boogbrug)    | Breda - Almere                                        |             |
| 9    | 971,2 | Baanhoekbrug               | spoorbrug (vakwerkbrug)    | Geldermalsen - Dordrecht (Spoorlijn Elst - Dordrecht) |             |
| 8    | 973,7 | Merwedebrug                | verkeersbrug (boogbrug)    | Dordrecht - Papendrecht                               |             |